# Edward Ludwig
Edward Irving Ludwig (n. 7 octombrie 1899, Balta, Gubernia Podolia, Imperiul Rus – d. 20 august 1982, Santa Monica, California, SUA) a fost un regizor și scriitor american de origine rusă. A regizat aproape 100 de filme între 1921 și 1963 (unele ca Edward I. Luddy sau Charles Fuhr).
Edward Ludwig s-a născut ca Isidor Litwack în Ucraina, pe atunci parte a Imperiului Rus, a intrat în Statele Unite ale Americii din Canada la 6 martie 1911. A devenit cetățean american la 23 decembrie 1932 și a murit în 1982 în Santa Monica, California, la vârsta de 82 de ani.

## Filmografie parțială
- Rip Van Winkle (1921)
- The Man Who Waited⁠(d) (1922)
- What an Eye (1924), o comedie cu o casă bântuită pentru Universal Pictures[3]
- The Irresistible Lover⁠(d) (1927)
- Spuds⁠(d) (1927)
- Jake the Plumber⁠(d) (1927)
- The Girl from Woolworth's⁠(d) (1929)
- See America Thirst⁠(d) (1930)
- Steady Company⁠(d) (1932)
- They Just Had to Get Married⁠(d) (1932)
- A Woman's Man⁠(d) (1934)
- Let's Be Ritzy⁠(d) (1934)
- Friends of Mr. Sweeney⁠(d) (1934)
- The Man Who Reclaimed His Head⁠(d) (1934)
- Age of Indiscretion⁠(d) (1935)
- Three Kids and a Queen⁠(d) (1935)
- Old Man Rhythm⁠(d) (1935)
- Adventure in Manhattan⁠(d) (1936)
- Fatal Lady⁠(d) (1936)
- The Last Gangster⁠(d) (1937)
- Her Husband Lies⁠(d) (1937)
- That Certain Age⁠(d) (1938)
- Coast Guard⁠(d) (1939)
- Swiss Family Robinson⁠(d) (1940)
- The Man Who Lost Himself⁠(d) (1941)
- Born to Sing⁠(d) (1942)
- They Came to Blow Up America⁠(d) (1943)
- Bomber's Moon⁠(d) (co-regizor, menționat "Charles Fuhr"; 1943)
- The Fighting Seabees⁠(d) (1944) cu John Wayne
- Three Is a Family⁠(d) (1944)
- The Fabulous Texan⁠(d) (1947)
- Wake of the Red Witch⁠(d) (1948) cu John Wayne
- The Big Wheel⁠(d) (1949)
- Smuggler's Island⁠(d) (1951)
- Caribbean⁠(d) (1952)
- The Blazing Forest⁠(d) (1952)
- Sangaree⁠(d) (1953)
- The Vanquished⁠(d) (1953)
- Jivaro⁠(d) (1954)
- Flame of the Islands⁠(d) (1956)
- The Black Scorpion (1957)
- New Comedy Showcase⁠(d) (serial TV, 1960, sezonul 1 episodul 7: „Maisie”)
- The Gun Hawk⁠(d) (1963)